# Miramar (Florida)
Miramar ist eine Stadt im Broward County im US-Bundesstaat Florida. Das U.S. Census Bureau hat bei der Volkszählung 2020 eine Einwohnerzahl von 134.721 ermittelt.

## Geographie
Miramar befindet sich etwa 15 Kilometer nordwestlich von Miami und 15 Kilometer südwestlich von Fort Lauderdale. Die Stadt grenzt an die Kommunen Pembroke Pines, Hollywood und West Park. Im Süden grenzt Miramar an Miami Gardens (Miami-Dade County) und im Westen an die Everglades.
Das Stadtgebiet hat eine Größe von 80,3 km².

## Geschichte
Miramar wurde am 26. Mai 1955 gegründet. Zu diesem Zeitpunkt lebten in der Gegend weniger als 200 Menschen auf 7,5 km².

### Demographische Daten
Laut der Volkszählung 2010 verteilten sich die damaligen 122.041 Einwohner auf 40.294 Haushalte. Die Bevölkerungsdichte lag bei 1597,4 Einw./km². 41,0 % der Bevölkerung bezeichneten sich als Weiße, 45,7 % als Afroamerikaner, 0,2 % als Indianer und 5,2 % als Asian Americans. 4,1 % gaben die Angehörigkeit zu einer anderen Ethnie und 3,7 % zu mehreren Ethnien an. 36,9 % der Bevölkerung bestand aus Hispanics oder Latinos.
Im Jahr 2010 lebten in 52,4 % aller Haushalte Kinder unter 18 Jahren sowie 17,4 % aller Haushalte Personen mit mindestens 65 Jahren. 82,1 % der Haushalte waren Familienhaushalte (bestehend aus verheirateten Paaren mit oder ohne Nachkommen bzw. einem Elternteil mit Nachkomme). Die durchschnittliche Größe eines Haushalts lag bei 3,26 Personen und die durchschnittliche Familiengröße bei 3,56 Personen.
32,1 % der Bevölkerung waren jünger als 20 Jahre, 28,5 % waren 20 bis 39 Jahre alt, 28,8 % waren 40 bis 59 Jahre alt und 10,6 % waren mindestens 60 Jahre alt. Das mittlere Alter betrug 34 Jahre. 47,2 % der Bevölkerung waren männlich und 52,8 % weiblich.
Das durchschnittliche Jahreseinkommen lag bei 64.767 $, dabei lebten 8,5 % der Bevölkerung unter der Armutsgrenze.
Im Jahr 2000 war Englisch die Muttersprache von 60,09 % der Bevölkerung, spanisch sprachen 29,99 % und 9,11 % hatten eine andere Muttersprache.

## Politik
Die Stadtregierung arbeitet nach dem Stadtmanager-Stadtratsprinzip. Der Stadtmanager wird durch die Stadtkommission als administrativer Kopf der Stadtverwaltung eingesetzt. Gleichzeitig ist er damit beauftragt, die Stadtkommission in politischen Fragen zu beraten. Er ist für die täglichen Aufgaben der Stadtverwaltung verantwortlich und mit der Durchsetzung der vom Stadtrat beschlossenen Politik betraut. Der Stadtrat selbst wird in freien Wahlen durch die Bevölkerung Miramars gewählt. Er besteht aus vier Männern und dem Vorsitzenden. Seine Aufgabe ist es, im Rahmen des zur Verfügung stehenden Budgets die Zielrichtung der städtischen Politik festzulegen und Ordnungen und Beschlüsse zu erlassen.

## Schulen
Miramar besitzt zahlreiche Schulen. Neben den Elementary Schools Coconut Palm, Fairway, Miramar, Annabel C. Perry, Sea Castle, Silver Lakes, Silver Shores, Sunset Lakes, Sunshine existieren noch zwei sogenannte Middle Schools, nämlich New Renaissance Middle School und die Henry D. Perry Middle School. Außerdem besitzt Miramar noch zwei Highschools, die Everglades High School und Miramar High School heißen.

## Kliniken
- Memorial Hospital Miramar

## Religion
In Miramar gibt es derzeit zehn verschiedene Kirchen aus sechs unterschiedlichen Konfessionen. Unter den zu einer Konfession gehörenden Kirchen ist die Kirchengemeinde Church of God mit zwei Kirchen am stärksten vertreten. Weiterhin gibt es zwei zu keiner Konfession gehörende Kirchen (Stand: 2004).

## Wirtschaft
Die größten Arbeitgeber waren 2018:
| Arbeitgeber                        | Arbeitnehmer |
| ---------------------------------- | ------------ |
| Royal Caribbean Cruises            | 1630         |
| Memorial Hospital Miramar          | 1100         |
| Comcast of South Florida           | 950          |
| City of Miramar                    | 928          |
| Southern Glazer’s Wine and Spirits | 750          |
| Carnival Corporation & plc         | 750          |
| Spirit Airlines                    | 729          |
| Interactive Response Technologies  | 707          |
| Humana Medical Plan                | 505          |
| Quest Diagnostic                   | 469          |

## Verkehr
Das Stadtgebiet wird von der Interstate 75, vom U.S. Highway 27 (SR 25), von der Homestead Extension of Florida’s Turnpike sowie von den Florida State Roads 817, 823 und 858 durchquert.
Der nächste nationale Flughafen ist der North Perry Airport, die nächsten beiden internationalen Flughäfen sind der Fort Lauderdale-Hollywood International Airport sowie der Miami International Airport.

## Persönlichkeiten

### Söhne und Töchter der Stadt
- Jason Derulo (* 1989), Musiker
- Shawn Maurice Barry (* 1990), Fußballspieler
- Chandler Jones (* 1990), American-Football-Spieler
- Sachia Vickery (* 1995), Tennisspielerin

### Persönlichkeiten mit Bezug zur Stadt
- Alcee Hastings (1936–2021), Jurist und Politiker
- 1970 zog die Familie des Schauspielers Johnny Depp (* 1963) von Kentucky nach Miramar, wo er ab seinem siebten Lebensjahr seine Kindheit und Jugend verbrachte.[5]